# 天室光育
天室光育（てんしつこういく，1470年—1563年7月13日、文明2年—永禄6年6月23日），日本戰國時代越後國曹洞宗僧侶，林泉寺第六代住持，戰國大名上杉謙信之師。

## 生平
天文十三年（1534年），天室向柿崎景家乞求在柿崎濱（今新潟县上越市柿崎區）開設楞嚴寺。十五年（1536年），教導當時出家的長尾虎千代（日後的大名長尾景虎、即上杉謙信）。
長尾景虎繼承家督後，弘治二年（1556年），景虎因無法平息家臣團的土地爭執，於是向天室寫了引退信，這時，他和宇佐美定滿、長尾政景等重臣聯合獻上效忠誓約，才把景虎請回春日山城。
永祿六年（1563年）圓寂，享年93歲。